# (8587) Ruficollis
(8587) Ruficollis est un astéroïde de la ceinture principale.

## Description
(8587) Ruficollis est un astéroïde de la ceinture principale. Il fut découvert le 25 septembre 1960 à l'observatoire Palomar par Cornelis Johannes van Houten, Ingrid van Houten-Groeneveld et Tom Gehrels. Il présente une orbite caractérisée par un demi-grand axe de 2,35 UA, une excentricité de 0,09 et une inclinaison de 5,2° par rapport à l'écliptique.

## Compléments